# Körperschaftsteuergesetz (Deutschland)
Das Körperschaftsteuergesetz (KStG) regelt in Deutschland die Besteuerung des Einkommens juristischer Personen mittels der Körperschaftsteuer.
Gültig ist es derzeit in der Fassung der Bekanntmachung vom 15. Oktober 2002.

## Aufbau
Das Körperschaftsteuergesetz ist in sechs Teile gegliedert.
- Erster Teil: Steuerpflicht
  - § 1 Unbeschränkte Steuerpflicht
  - § 2 Beschränkte Steuerpflicht
  - § 3 Abgrenzung der Steuerpflicht bei nichtrechtsfähigen Personenvereinigungen und Vermögensmassen sowie bei Realgemeinden
  - § 4 Betriebe gewerblicher Art von juristischen Personen des öffentlichen Rechts
  - § 5 Befreiungen
  - § 6 Einschränkungen der Befreiung von Pensions-, Sterbe-, Kranken- und Unterstützungskassen
- Zweiter Teil: Einkommen
- Dritter Teil: Tarif
- Vierter Teil: Nicht in das Nennkapital geleistete Einlagen und Entstehung und Veranlagung
- Fünfter Teil: Ermächtigungs- und Schlussvorschriften
- Sechster Teil: Sondervorschriften für den Übergang vom Anrechnungsverfahren zum Halbeinkünfteverfahren

### Erster Teil: Steuerpflicht
Die §§ 1–6 regeln die Steuerpflicht für die Körperschaftsteuer, d. h. welche Personen mit welchen Einkünften unter welchen Umständen grundsätzlich der Besteuerung unterliegen bzw. explizit von der Körperschaftsteuer befreit sind.
Unbeschränkt der Körperschaftsteuer unterliegen im Wesentlichen Kapitalgesellschaften und Versicherungsvereine auf Gegenseitigkeit, sofern sie ihre Geschäftsleitung oder ihren Sitz im Inland haben (sog. Steuerinländer).

### Zweiter Teil: Einkommen
In den §§ 7–22 wird die Ermittlung der Bemessungsgrundlage (das zu versteuernde Einkommen) normiert. Das Körperschaftsteuergesetz greift dabei zunächst auf die Einkommensermittlungsvorschriften des Einkommensteuergesetzes zurück. Darüber hinaus enthält das Gesetz ergänzende Normen zur Gesellschafter-Fremdfinanzierung (§ 8a), zu Beteiligungen an anderen Körperschaften (§ 8b), zum Verlustabzug (§ 8c) zur Ermittlung des Einkommens in Fällen der Organschaft sowie zu Besonderheiten von Versicherungsunternehmen.

### Dritter Teil: Tarif
Der Tarif einer Steuer bestimmt, wie sich die Steuer aus der zuvor ermittelten Bemessungsgrundlage errechnet. In den sog. Tarifvorschriften sind in der Regel Steuersatz und zu gewährender Freibetrag geregelt.
Freibeträge werden in der Körperschaftsteuer nur unter den besonderen Fällen der §§ 24 und 25 gewährt. Dies betrifft vor allem Versicherungsvereine auf Gegenseitigkeit.
Der Steuersatz der Körperschaftsteuer liegt von 2008 bis 2027 bei 15 % des zu versteuernden Einkommens. 2028 liegt er bei 14 %, 2029 bei 13 %, 2030 bei 12 %, 2031 bei 11 % und ab 2032 bei 10 %.

### Vierter Teil: Nicht in das Nennkapital geleistete Einlagen und Entstehung und Veranlagung
Die nicht in das Nennkapital geleisteten Einlagen werden als steuerliches Einlagekonto geführt. Dadurch unterscheidet das Gesetz zwischen Beträgen, die bei Rückzahlung steuerfrei bleiben, und Gewinnen, die bei Ausschüttung besteuert werden.